# Anoplognathus hirsutus
Anoplognathus hirsutus är en skalbaggsart som beskrevs av Hermann Burmeister 1844. Anoplognathus hirsutus ingår i släktet Anoplognathus och familjen Rutelidae. Inga underarter finns listade i Catalogue of Life.